# Борджо Вереци
Бо̀рджо Верѐци (на италиански: Borgio Verezzi; на лигурски: Borzi Veresso, Борзи Вересо) е община в Северна Италия, провинция Савона, регион Лигурия. Разположена е на 14 m надморска височина. Населението на общината е 2320 души (към 2011 г.).
Административен център на общината е село Борджо (Borgio).